# Равский, Эдмунд Иосифович
Эдмунд Иосифович Равский (14 мая 1918, Богородицк, Тульская губерния — 4 февраля 1969, Москва) — советский геоморфолог и геолог-четвертичник, доктор геолого-минералогических наук, старший научный сотрудник Геологического института АН СССР, член Бюро Комиссии по изучению четвертичного периода и Советской секции INQUA.

## Биография
Родился 14 мая 1918 года в городе Богородицк, Тульская губерния.
В 1937 году поступил на географический факультет МГУ, специализировался в геоморфологии.
С 1940 года работал коллектором и геоморфологом экспедиции ВИМС и Уральской алмазной экспедиции.
С 1943 года работал геологом Гидропроекта на Европейском Севере.
В 1945—1952 годах — начальник партии и главный инженер крупных поисковых работ на алмазы Министерства геологии СССР, под руководством А. П. Бурова. Был одним из первых исследователей алмазоносности Восточной Сибири.
C 1952 года работал в Институте геологических наук АН СССР, в 1956 году реорганизованном в ГИН АН СССР.
В 1966 году защитил докторскую диссертацию по теме «Осадконакопление и климаты внутренней Азии в антропогене».
Был одним из ведущих учёных СССР в области геологии и палеогеографии четвертичного периода, а также известным специалистом по поискам россыпных месторождений полезных ископаемых. Участвовал в работе Комиссии по изучению четвертичного периода, Советской секции INQUA, организации совещаний по четвертичному периоду.
Был также учёным секретарем ГИН АН СССР (1956—1961) и секрётарем по международным научным связям Института.
Скончался 4 февраля 1969 года в Москве.

## Семья
Жена — Фарида Сабировна (с 1941), геоморфолог